# Сантијаго дел Естеро (провинција)
Сантијаго дел Естеро (шп. Santiago del Estero) је провинција смештена на северу Аргентине. Према североистоку се граничи са провинцијом Чако, према северозападу са провинцијом Салта, према западу са провинцијама Тукуман и Катамарка, према југу са провинцијом Кордоба, према истоку са провинцијом Санта Фе.